# Open Season: Scared Silly
Mùa săn: Sợ hãi ngớ ngẩn là một bộ phim hoạt hình máy tính hài Mỹ 2015. Phim của đạo diễn David Feiss, được sản xuất bởi Sony Pictures Animation.